# Puente João Gomes
El puente João Gomes es un puente construido en Funchal, capital de la isla de Madeira (Portugal), que cruza la rivera de João Gomes. Se concluyó en 1994 y tiene una altura de 140 metros que lo hace uno de los más altos de Portugal.
El autor del proyecto  António Reis recibió el premio Secil de 1997 por esta obra.